# A Nightmare on Elm Street 2: Freddy's Revenge
A Nightmare on Elm Street 2: Freddy's Revenge (Pesadilla en Elm Street 2: La venganza de Freddy en España, Pesadilla 2: La venganza de Freddy en Argentina y Pesadilla en la calle del infierno 2: La venganza de Freddy en México) es una película del género slasher estrenada el 1 de noviembre de 1985. Fue dirigida por Jack Sholder y es la continuación directa de A Nightmare on Elm Street, narrando cómo Freddy Krueger regresa para tomar venganza, pero esta vez utilizando el cuerpo de un adolescente para cometer sus asesinatos.

## Argumento
El 23 de septiembre de 1986, cinco años después de los sucesos de  A Nightmare on Elm Street, Jesse Walsh se ha mudado, junto a su familia, a la que fue la casa de Nancy Thompson. No se ha instalado totalmente y ya comienza a tener pesadillas, sin poder dormir bien por las noches, y despertándose a gritos. Jesse recibe la visita de Freddy Krueger en uno de sus sueños. Este le encomienda una tarea, siendo el joven el cuerpo, y Freddy la mente de las acciones. El chico descubre en su casa un diario de Nancy en el que relata sus pesadillas y habla de Freddy.
A la noche, Freddy asesina al entrenador de Jesse enfrente suyo y luego coloca el guante con cuchillas en su mano, haciéndole creer que él lo mató.
Jesse, cayendo frecuentemente en estados de posesión, da vida al maestro de las pesadillas para poder seguir con sus crímenes. Su familia sospecha que, a pesar de que el joven está pasando por una etapa difícil, lleva un comportamiento bastante anormal e incluso llegan a pensar que consume drogas. En una fiesta de una amiga comienza a liberar a Freddy, entonces va con un amigo suyo a su casa y Jesse le pide ayuda a su amigo. Ambos se quedan dormidos, pero entonces Freddy surge de dentro de Jesse y, tras matar a su amigo, desaparece, dejando la escena de tal forma que se culpe a Jesse. Los padres de su amigo asesinado, por no abrir la puerta, desesperados llaman a la policía y Jesse se escapa.
Jesse llega a casa de Lisa de nuevo a pedir ayuda, y ella trata de tranquilizarlo, pero Freddy otra vez se libera tratando de asesinar a Lisa. Lisa pide ayuda, despertando a sus padres dormidos quienes tratan de ayudarla. Freddy usa uno de sus poderes para trancar la puerta, y sus padres inútilmente, se quedan atrapados.
Lisa se da cuenta de que Freddy está manipulando a Jesse y, que en el interior, es el mismo inocente joven.
Después Freddy sale de las ventanas dejando rastros en el mundo real. Los amigos de Lisa de la fiesta ven lo sucedido  y se quedan algo asustados y preocupados.
Después de un largo silencio, Freddy sale "saltando" de repente de una tapa de drenaje; el susto que les dio a los muchachos, le dio el suficiente poder a Freddy para que se revele en el mundo real, iniciando una matanza y siendo cada vez más poderoso.
Cuando uno los jóvenes distrae a Freddy, aunque termina siendo asesinado por él, vienen los padres de Lisa tras escuchar los llantos de horror de los muchachos, e intentan matar a Freddy con un disparo de una escopeta. Antes de que el padre de Lisa logre disparar, ella lo retiene porque sabe que si lo "mata" a Freddy, matará también a Jesse. Freddy aprovecha para huir a través de un portal de fuego.
Tras el asesinato del compañero de Jesse y la matanza en la fiesta de Lisa, Freddy regresa a la fábrica donde, en vida, mataba a los niños. Allí, con la ayuda de Lisa, Jesse conseguirá liberar su cuerpo y personalidad de Freddy, dónde aparentemente este es derrotado.
En la escena final se repite la primera pesadilla de Jesse, en la que él va en un autobús manejado por Freddy que se dirige al desierto, empieza el vehículo a rodar más rápido hasta que una de las compañeras de Jesse y Lisa muere, tras ser su pecho atravesado por la mano de Freddy. Esta escena da a entender que Freddy sigue vivo y que ahora el icónico personaje, ya de manera independiente sin necesidad de Jesse, seguirá su matanza de adolescentes en Springwood.

## Reparto
| Actor          | Español Latino (1989) | Español España (1986) | Personaje            |
| -------------- | --------------------- | --------------------- | -------------------- |
| Mark Patton    | Luis Alfonso Mendoza  | Luis Posada           | Jesse Walsh          |
| Kim Myers      | Araceli de León       | Nuria Mediavilla      | Lisa Webber          |
| Robert Rusler  | Genaro Vásquez        | Daniel García Guevara | Ronald "Ron" Grady   |
| Clu Gulager    | Salvador Delgado      | Ricardo Solans        | Ken Walsh            |
| Hope Lange     | Liza Willert          | Rosario Cavallé       | Cheryl Walsh         |
| Marshall Bell  | Arturo Casanova       | Miguel Ángel Jenner   | Entrenador Schneider |
| Melinda O. Fee | Nancy MacKenzie       | Julia Gallego         | Señora Webber        |
| Tom McFadden   | Carlos Magaña         | Eduardo Muntada       | Eddie Webber         |
| Sydney Walsh   | Elsa Covián           | Aurora Ferrándiz      | Kerry Hellman        |
| Robert Englund | Pedro D'Aguillón Jr.  | José María Alarcón    | Freddy Krueger       |
| Christie Clark | Patricia Acevedo      | María Moscardó        | Angela Walsh         |
| Lyman Ward     | Martín Soto           | Dionisio Macías       | Señor Grady          |
| Donna Bruce    | Señora Grady          |                       |                      |
| Allison Barron | Patricia Acevedo      | Vicky Martínez        | Chica en autobús 1   |
| JoAnn Willette | Rocío Garcel de Roig  | ???                   | Chica en autobús 2   |

## Crítica

### Taquilla
En su estreno de 1985, la película se presentó en alrededor de 614 salas de cine, obtuvo $2.9 millones en su primer fin de semana, quedando en cuarto puesto de las películas de 1985. En Estados Unidos, la película recaudo casi $30 millones de dólares

### Recibimiento del público
A pesar del gran éxito inesperado de la primera parte de Pesadilla en Elm Street y que sirvió para salvar a la famosa productora New Line Cinema, esta secuela tuvo una acogida un tanto fría por parte del público aun habiéndose convertido Freddy Kruger en uno de los personajes más carismáticos del cine de terror. La causa de esto podría radicar en el argumento, que cambia el concepto original del psicópata, en cierta medida innovando respecto a la primera parte. Ahora Freddy necesita el cuerpo de un adolescente.

### Críticos
La Película posee una aprobación de 42% en la página Rotten Tomatoes, basado en 24 comentarios.

## Localizaciones
Durante el rodaje de la película se utilizaron solamente 2 lugares para la filmación que son:
- 1428 N. Genesee Avenue, Hollywood, Los Ángeles, California, Estados Unidos (La casa de Jesse)
- North Hollywood, Los Ángeles, California, Estados Unidos

## Banda sonora
En el filme se reproducen distintas canciones para crear el ambiente de las escenas, los temas son los siguientes:
| A Nightmare on Elm Street 2: Freddy's Revenge - Original Motion Picture Soundtrack |                                     | |                                                       |          |  |
| N.º                                                                                | Título                              | Escritor(es)                                                                                           | Escena                                                | Duración |  |
| 1.                                                                                 | «Touch Me (All Night Long)»         | Wish (con Fonda Rae)                                                                                   | Reproducida cuando Jesse está limpiando su habitación |          |  |
| 2.                                                                                 | «Did You Ever See A Dream Walking?» | Bing Crosby realizada por Gene Austin                                                                  | Reproducida durante los créditos finales              |          |  |
| 3.                                                                                 | «Whisper to a Scream»               | Bobby Orlando (como B. Orlando) y Z. Chase realizada por Bobby Orlando (como Bobby O.) y Claudja Barry |                                                       |          |  |
| 4.                                                                                 | «On The Air Tonight»                | Realizada por: Willy Finlayson                                                                         |                                                       |          |  |
| 5.                                                                                 | «Terror In My Heart»                | Intérprete: The Reds                                                                                   |                                                       |          |  |

6. Move it in the night Intérprete: Skagarack.

## Fechas de estreno
| País                | Fecha                                    |
| ------------------- | ---------------------------------------- |
| Estados Unidos      | 1 de noviembre de 1985                   |
| Francia             | 26 de febrero de 1986                    |
| Australia           | 10 de abril de 1986                      |
| Reino Unido         | 17 de octubre de 1986                    |
| Finlandia           | 30 de enero de 1987                      |
| Alemania Occidental | 19 de marzo de 1987                      |
| Países Bajos        | 2 de abril de 1987                       |
| Suecia              | 1 de mayo de 1987                        |
| Hungría             | 8 de marzo de 1990                       |
| Argentina           | 29 de octubre de 1987                    |
| Polonia             | 19 de noviembre de 2008 (Estreno en DVD) |
| México              | 5 de marzo de 1987                       |
| Colombia            | 5 de noviembre de 1987                   |

## Nominaciones
| Año  | Resultado | Premio         | Categoría                |
| ---- | --------- | -------------- | ------------------------ |
| 1986 | Nominada  | Premios Saturn | Mejor película de terror |

## La saga
- A Nightmare on Elm Street (1984). Dirigida por Wes Craven.
- A Nightmare on Elm Street Part 2: Freddy's Revenge (1985). Dirigida por Jack Sholder.
- A Nightmare on Elm Street 3: Dream Warriors (1987). Dirigida por Chuck Russel.
- A Nightmare on Elm Street 4: The Dream Master (1988). Dirigida por Renny Harlin.
- A Nightmare on Elm Street 5: The Dream Child (1989). Dirigida por Stephen Hopkins.
- Pesadilla final: la muerte de Freddy (1991). Dirigida por Rachel Talalay.
- Wes Craven's New Nightmare (1994). Dirigida por Wes Craven.
- Freddy contra Jason (2003).Dirigida por Ronni Yu.
- Never Sleep Again The Elm Street Legacy (2010) (Documental). Dirigido por Daniel Farrands & Andrew Kasch.
- A Nightmare on Elm Street (2010). Dirigida por Samuel Bayer.